# Phantasis tenebricosa
Phantasis tenebricosa är en skalbaggsart som beskrevs av Henri L. Sudre och Teocchi 2000. Phantasis tenebricosa ingår i släktet Phantasis och familjen långhorningar.
Artens utbredningsområde är Burundi. Inga underarter finns listade i Catalogue of Life.